# نقد جوكو ويدودو
نقد جوكو ويدودو هي انتقادات اتبعت جوانب مختلفة من سجلات رئيس إندونيسيا جوكو ويدودو منذ إدارات السابقة كرئيس لبلدية سوراكارتا وكحاكم جاكرتا وكرئيس إندونيسيا، أيضا مع اتساق تصريحاته وانتخابه الرئاسي ووعود الديون والفقر. غالبًا ما تصبح هذه القضايا وغيرها من السياسات المثيرة للجدل هي العناوين الوطنية والأهداف المشتركة لنقاد الحكومة وسياسيي المعارضة.

## سياسات مثيرة للجدل

### السياسات الاقتصادية
- ارتفاع أسعار السلع الأساسية: أدى القرار غير الشعبي بتخفيض الدعم عن طريق رفع سعر الوقود عندما تقلص سعر النفط العالمي إلى زيادة القوة الشرائية للناس وأثر على متوسط النمو الاقتصادي الذي انخفض بنسبة واحد في المئة عن الهدف. حدثت نفس السياسة في الطاقة الكهربائية المدعومة للأسر والشركات الكبيرة عندما يرتفع السعر تدريجياً.[1][2] أصبحت هذه المشكلة هي الشاغل الرئيسي لمرشح نائب الرئيس ساندياغا أونو في النقاش الرئاسي عندما سمع الكثير من الشكاوى من ربات البيوت المحلية من أن عبء الاقتصاد يتزايد بعد ارتفاع أسعار السلع. عندما تم زيادة تنظيم ضريبة الاستيراد الجديدة للعناصر المختلفة، تأثر سعر السلع المستوردة أيضًا بشكل مباشر. في عام 2019 تم رفع تذاكر الطيران من 50 إلى 100 في المائة عن السعر السابق، مما أثر على الأعمال السياحية المحلية وشغل الفنادق. أصبح ارتفاع أسعار الوصول إلى الطرق عدة مرات مثار جدل أيضًا لأن السياسة أثرت على تكلفة توزيع البضائع في جميع أنحاء البلاد. في أكتوبر 2019 تم أيضًا زيادة قسط التأمين الصحي للبرنامج الوطني للأمن الصحي بشكل ملحوظ بين 80 و100 في المائة، وقطعت الحكومة أكثر من 5 ملايين عضو مدعوم عن الوصول إلى التأمين الصحي.[3]
- ارتفاع كبير في الديون: زادت ديون الإدارة أكثر من 2000 تريليون أو 70 في المئة زيادة فقط في أربع سنوات. كان نائب الرئيس يوسف كالا ينتقد ذات مرة التكلفة الباهظة لتطوير سكك النقل الخفيفة حيث هدر المال الذي يكلف كل كيلومتر حوالي 500 مليار روبية، تعتمد فيه على قرض أجنبي على التنمية التي تزيد من الدين الوطني أيضًا. باربوو بصفته المرشح المعارض في انتخابات 2019، انتقد ذات مرة إدارة ويدودو لسياسة الديون ووصف وزير المالية بأنه وزير صناعة الديون، بينما اتهم غريندرا حزب المعارضة الذي يقوده باربوو: بإن ويدودو هو ملك الدين.
- أضعف مستوى الروبية: نظرًا لتأثير الارتفاع الكبير في الديون الخارجية والعجز التجاري الدولي، ازدادت قيمة الروبية الأندونيسية في أكتوبر 2018 وسجلت أدنى مستوى لها منذ 20 عامًا منذ عهد النظام الجديد، حيث بلغت 15.000 روبية مقابل دولار أمريكي واحد. انتقد المحللون العجز الناجم عن جزء أكبر من البضائع المستوردة من الصادرات والتي أثرت تلقائيًا على انخفاض قيمة الروبية.[4]

## اتهامات معادية للإسلام
بصفته حاكماً لجاكرتا أصدر ويدودو لوائح مثيرة للجدل للمجتمع الإسلامي، مثل قوافل الطرق السنوية المحظورة من «تكبيران» الحيثية الإسلامية قبل العيد، ودافع عن تعيين «لورة» غير مسلمة وهي زعيم منطقة فرعية على منطقة ذات أغلبية مسلمة على الرغم من معارضة المجتمع. اتهم نائب رئيس مجلس النواب فهري حمزة بأن الرئيس محاط بدائرة مناهضة للإسلام، وألقى باللوم على موقفه كخطايا عندما ترك المشاعر المعادية للإسلام وكراهية الإسلام من خلال «صراعات الأيديولوجيا».

### قضية التعريض لآية قرآنية
أهوك المرشح الثاني لودودو في انتخابات حاكم جاكرتا عام 2012، هو إندونيسي غير مسلم استبدل منصب ويدودو كحاكم بعد انتخابه في انتخابات الرئاسة عام 2014. في أعقاب الخطاب المثير للجدل في جزيرة براموكا والذي تضمن التعريض لآية من القرآن الكريم (سورة المائدة، الآية 51) حول حظر انتخاب غير المسلمين كقائد، كانت هناك احتجاجات جماهيرية واسعة النطاق نُظمت في جميع أنحاء البلاد لتجريم أهوك. نظرًا للتقدم البطيء لقضية التعريض التي أبلغ عنها عدد من المنظمات، عقدت الجالية المسلمة من أجزاء كثيرة من البلاد تجمعات جماهيرية في 4 نوفمبر و2 ديسمبر 2016 لدفع الحكومة إلى إحالة قضية أهوك إلى المحكمة. ومع ذلك فقد أثار جدلاً واسعًا عندما لم يتم احتجاز أهوك في الحبس أثناء محاكماته كمشتبه في التعريض، مما تسبب في خيبة أمل ملايين المسلمين من تطبيق القانون هذا باعتباره انتهاكًا لمبدأ «المساواة أمام القانون» وهو أنه يجب معاملة المحافظ حتى على قدم المساواة المشتبه فيهم جنائياً. وُسمح له في المنافسة في انتخابات حاكم الولاية عام 2017. بعد ستة أشهر من المحاكمة مع احتجاجات جماهيرية كبيرة خارج المحكمة، حُكم على أهوك بالسجن لمدة عامين، لكن الحكومة وضعته في ديبوك ماكو بريموب لأسباب أمنية له بدلاً من سجن سيبينانغ، حيث كان ينبغي أن يُوضع. انتقد الكثيرون القرار باعتباره «معاملة خاصة» لأهوك.

### متهم بالترويج للعلمانية
في عام 2019 أصدر ويدودو بيانًا مثيرًا للجدل مفاده أن الدين والسياسة يجب الفصل بينهما مما أثار جدالًا علنيًا حول ما إذا كان يروج للعلمانية أم لا بينما يكون معظم الأندونيسيين متدينين. استجابت عدة شخصيات للبيان بشكل سلبي. في أغسطس 2018 قرر ويدودو الترشح لمنصب الرئيس في سباق الرئاسة عام 2019 واختيار معروف أمين، رئيس مجلس علماء الدين الإسلامي كنائب للرئيس لمواجهة القضايا السلبية في الرأي العام بشأن مشاعره المعادية للإسلام والعلمانية.

## العلاقات الخارجية
في عام 2015 خلال زيارته للولايات المتحدة دُعي ويدودو كمتحدث في معهد بروكينغز. ومع ذلك أصبحت طريقة ويدودو للرد على الأسئلة في مقابلة مثيرة للجدل عندما «أراد أن يختبر» وزير خارجيته ووزير التجارة للإجابة على السؤالين الموجهين إليه. لذلك تم استجواب مهارة اللغة الإنجليزية من قبل الجمهور الإندونيسي. حاكم جاكرتا أنيس باسويدان علق ذات مرة على أهمية مهارة اللغة الإنجليزية للزعيم، بعد أن أبدى ويدودو انتقادات حول رحلة العمل التي قام بها الزعيم الإقليمي. كما أنه غاب عن الجمعية العامة للأمم المتحدة السنوية لمدة خمس سنوات متتالية.